# Valéria Tyrolová
Valéria Tyrolová (18. srpna 1936 Oravská Polhora – 28. března 1987 Bratislava) byla československá hráčka basketbalu. Byla vysoká 166 cm. Je zařazena na čestné listině mistrů sportu.
Za basketbalové reprezentační družstvo Československa v letech 1956 až 1960 hrála celkem 60 utkání a má podíl na dosažených sportovních výsledcích. Zúčastnila se Mistrovství světa 1957 v Brazílii - 3. místo a dvou Mistrovství Evropy 1958, 1960, na nichž získala tři bronzové medaile za třetí místa na MS 1957 a ME v letech 1958 a 1960.
V československé basketbalové lize žen hrála celkem 15 sezón (1955–1970) za družstvo Lokomotiva Bratislava, s nímž získala v ligové soutěži tři tituly vicemistra Československa (1962, 1968, 1969), pětkrát třetí místo (1958, 1963, 1965, 1966, 1970) a jedno čtvrté místo (1960).

## Sportovní kariéra

### Kluby
- 1955-1970 Lokomotiva Bratislava, celkem 15 sezón a 8 medailových umístění: 3x vicemistryně Československa (1962, 1968, 1969), 5x 3. místo (1958, 1963, 1965, 1966. 1970), 4. (1960), 5x 5. (1957, 1959, 1961, 1964, 1967), 6. (1956)

### Československo
- Mistrovství světa: 1957 Rio de Janeiro, Brazílie (57 /3) 3. místo
- Mistrovství Evropy: 1958 Lodž Poľsko (8 /2) 3. místo, 1960 Sofie, Bulharsko (5 /2) 3. místo, celkem na dvou ME 13 bodů a 4 zápasy
- 1956-1960 celkem 60 mezistátních zápasů, na MS a ME 70 bodů a 7 zápasů
- Titul mistryně sportu